# Camillo Pennati
Camillo Pennati (Milano, 21 giugno 1931 – Todi, 9 novembre 2016) è stato un poeta e traduttore italiano.

## Biografia
Già autore di poesie pubblicate nell'antologia curata da Salvatore Quasimodo Poesia italiana del dopoguerra (Milano, Schwarz, 1958), visse a Londra, dove fu bibliotecario dell'Istituto italiano di cultura; successivamente lavorò (su invito di Italo Calvino), come redattore e traduttore all'Einaudi. Tra gli autori curati e/o tradotti si ricordano Thom Gunn, Philip Larkin, Ted Hughes, John Hawkes, Patrick White, Ronald Laing, Ivy Compton-Burnett, Harold Pinter, Bernard Malamud, J. R. R. Tolkien, Margaret Atwood.

## Opere principali
- Una preghiera per noi: luglio 1955-gennaio 1956, Parma, Guanda, 1956
- L' ordine delle parole: 1957-1963, Milano, Mondadori, 1964
- Erosagonie, Torino, Einaudi, 1973
- Sotteso blu: 1974-1983, Torino, Einaudi, 1983
- Una distanza inseparabile, Torino, Einaudi, 1998
- Lo stupore del verso, Milano, Asefi Terziaria, 2002
- Modulato silenzio, Novi Ligure, Joker, 2007
- Paesaggi del silenzio con figura: 2003-2010, Novara, Interlinea, 2012
- KOH TAO LINES, Terni, Dalia, 2014
- Di farfalle, grilli e cicale, Novi Ligure, Joker, 2017